# Sint-Sebastiaankerk (Ramsau)
De Sint-Sebastiaankerk (Duits: St. Sebastian) is de rooms-katholieke parochiekerk in het Beierse Ramsau bij Berchtesgaden. Het kerkgebouw ligt midden in het dorp en geniet vanwege de bijzonder schilderachtige ligging een grote bekendheid.

## Geschiedenis
De kerk werd in opdracht van de proost van de vorstelijke proosdij Berchtesgaden, Gregor Rainer, in het jaar 1512 gebouwd. Vanaf 1657 resideerde bij de kerk een koorheer als vicaris van de parochie Berchtesgaden, voor wie in 1659 een eigen pastorie werd opgericht. Tegelijkertijd werd om de kerk het ommuurde kerkhof aangelegd. Sinds 1812 is Ramau binnen het decanaat Berchtesgaden een zelfstandige parochie en de Sint-Sebastiaankerk een parochiekerk.
Op diens tocht naar Mariapfarr bezocht Joseph Mohr in 1815 de pastorie van Ramsau en bleef op verzoek van de priester een aantal weken om te helpen in de parochie. Een jaar later schreef hij in Mariapfarr de tekst voor het wereldberoemde kerstlied Stille Nacht, heilige Nacht.
De kerk is aan de heiligen Sebastiaan en Fabianus gewijd.

## Bouw en inrichting
Het kerkgebouw werd in laatgotische stijl gebouwd. Later werd de kerk herhaaldelijk vergroot. Het godshuis en de toren kregen sinds 1692 haar barokke vormen. Het monument is met houten schaliën gedekt.
Naast het hoogaltaar heeft de Sint-Sebastiaankerk vier zijaltaren, na het Tweede Vaticaans Concilie werd er nog een volksaltaar toegevoegd. Bijzonder zijn de houten beelden aan de balustrade van de orgelgalerij. De beelden stammen naar schatting ongeveer uit het jaar 1430 en zijn ouder dan de kerk zelf. Waar ze oorspronkelijk hebben gestaan en wie ze ooit heeft gemaakt is verder onbekend.
Oostelijk van de kerk bevindt zich het oude kerkhof, het lijkenhuis, het voormalige kinderkerkhof en het oorlogsmonument voor de uit Ramsau afkomstige gevallen soldaten tijdens de Tweede Wereldoorlog. Ten noorden van de kerk ligt het op hoger terrein gelegen nieuwe kerkhof. Ten westen daarvan ligt de pastorie en het oorlogsmonument voor de gevallen soldaten in de Eerste Wereldoorlog.

## De kerk als model
De Sint-Sebastiaankerk werd door talloze schilders als Wilhelm Bendz, Thomas Fearnley, Ferdinand Runk, Ferdinand Laufberger, Wilhelm Busch, Otto Pippel Will Klinger-Franken op schetsen, tekeningen en schilderijen vastgelegd. Op de oudere werken staat de kerk afgebeeld vanuit westelijk perspectief, tegen het einde van de 19e eeuw werd de kerk meer en meer vanuit de oostelijke kant afgebeeld.
In 1960 schilderde de Amerikaanse president Eisenhower aan de hand van een kleurenfoto de kerk. Zijn werk werd verveelvoudigd om als kerstgeschenk aan het personeel van het Witte Huis geven. Daarnaast werd er een afbeelding van in de Europese editie van The Stars and Stripes afgedrukt, het dagblad van de Amerikaanse strijdkrachten. Ook werd de kerk afgebeeld op puzzels, ontelbare ansichtkaarten en werden er zelfs modellen gemaakt voor modeltreinen.
In verband met het 500-jarig jubileum van de kerk werd een wedstrijd uitgeschreven voor nieuwe kunstwerken met de Sebastiaankerk als onderwerp. Hieraan deden meer dan 100 kunstenaars uit het binnen- en buitenland mee.